# Sołki (województwo podlaskie)
Sołki – wieś w Polsce położona w województwie podlaskim, w powiecie grajewskim, w gminie Rajgród. 
Wieś jest siedzibą sołectwa Sołki w którego skład wchodzą również osady Budki, Dębowo i Wykowo.
W 1929 r. wieś należała do gminy Bełda. Majątek ziemski posiadał tu Jakub Kulikowski (84 mórg).
W latach 1975–1998 miejscowość położona była w województwie łomżyńskim.